# آتالانته
آتالانته، (به یونانی: Αταλάντη) و (به انگلیسی: Atalanta) (به معنی در وزن برابر) در اسطوره‌های یونان، باکرهٔ شکارچی آرکادیایی، که بسیار مورد علاقهٔ الهه آرتمیس بود.

## نام و تبار
اغلب حکایت کرده‌اند که دو قهرمان زن به این نام وجود داشته‌اند. تردیدی نیست که دو مرد، به نام‌های یاسوس و سکونیوس، را پدر آتالانتا (آتالانته) دانسته‌اند، اما در داستان‌های کهن اغلب می‌بینیم مردانی که از اهمیت و قدر و منزلت چندان قابل توجهی برخوردار نبوده‌اند نام‌های گوناگونی دارند. اگر بگوییم که دو آتالانتا وجود داشته‌اند، با کمال شگفتی می‌بینیم که هر دو می‌خواسته‌اند با کشتی آرگو به سفر بروند، و هر دو در ماجرای شکار گراز وحشی در کالیدونی شرکت کرده‌اند، و هر دو با مردی ازدواج کرده‌اند که در مسابقهٔ دو آنها را شکست داده‌اند، و آنها سرانجام به ماده شیر بدل شده‌اند. چون داستان‌های این دو زن به هم شبیه است، بهتر این است که بی چون و چرا بپذیریم که فقط یک آتالانتا (آتالانته) وجود داشته است. اگر بپذیریم که دو دوشیزه به این نام وجود داشته‌اند، واقعاً برخلاف سنت افسانه‌های اساطیری رفتار کرده‌ایم که قبول کنیم دو دوشیزهٔ همنام در یک زمان می‌زیسته‌اند و هر دو اهل ماجراجویی بوده‌اند و توانسته‌اند مردان نام‌آور یکی از دو دورهٔ قهرمان پرور را مغلوب کنند و در کُشتی پشت آنها را به خاک بسایند.
آتالانته دختر یاسوس و کلومنه بود. پدرش که فرزندی جز پسر نمی‌خواست، پس از تولد وی را در جنگل پارتنیون گذاشت. یک خرس ماده با شیر دادن به او، جانش را نجات داد. سپس شکارچیان او را یافتند و بزرگ کردند. رشد در این محیط او را به شکار و کارهای مردانه علاقه‌مند کرد و از امور زنانه بیزار شد.

## ماجراهای پهلوانی
یک روز دو سانتور، که از هر لحاظ از آدمیان چابکتر و نیرومندتر بودند، او را تنها یافتند و به تعقیبش پرداختند. آن دختر از آن دو هیولا نهراسید و نگریخت، زیرا ترسیدن و گریختن کار ابلهانه‌ای بود. او آرام بر جا ایستاد، تیری بر کمان گذاشت و آن را رها کرد. تیر دوم نیز رها شد. هر دو سنتور، که زخم مهلک برداشته بودند، بر زمین افتادند.
در سفر یاسون برای یافتن پشم زرین قوچ بالدار در کنار دلاورترین افراد یونان (ملئاگروس، اورفئوس، هراکلس، هولاس، پلئوس پدر اخیلس، تسئوس) با آنان همراه شد. اما در تفسیراتی دیگر آمده به دلیل زن بودن آتالانته، یاسون به او اجازه همراهی کردن در این سفر را نداده است. هنگامی که گرازی وحش به تباه ساختن کشتزارهای کالودون پرداخت، ملئاگروس، پسر اوینئوس شاه کالودون، به یاری پهلوانانی مانند تسئوس، کستور و پولوکس، نستور، یاسون و نیز آتالانته زیباروی چابک به جنگ آن برخاست. گراز کالیدونیان چند پهلوان را از پا درآورد، آتالانته او را با تیر زد و ملئاگروس آن را به قتل رساند.

## ازدواج

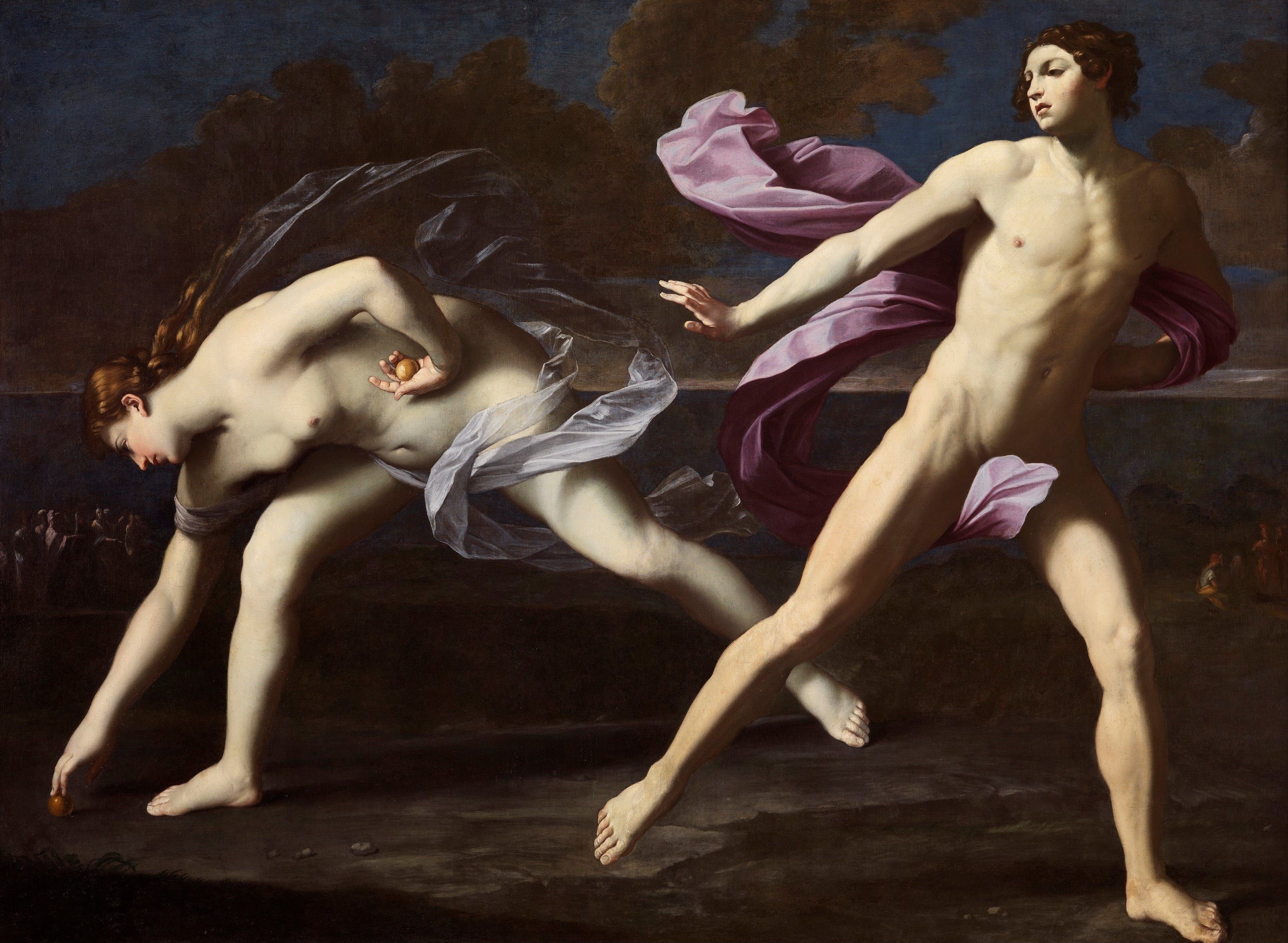
آتالانته و هیپومنس

ملئاگروس، پسر اونئوس، چون آن دختر را دید بی‌درنگ عاشق وی شد؛ و توصیه کرد که پوست گراز را به او بدهند. همین امر موجبات مرگ ملئاگروس را سبب شد. وقتی که ملئاگروس هنوز نوزادی بیش نبود و فقط هفته‌ای از عمرش می‌گذشت، فرشتگان سرنوشت بر مادرش، آلتئا، ظاهر شدند و کنده‌ای هیمه به درون اجاق شعله‌ور اتاقش انداختند و چنین می‌خواندند:
به تو، ای نوزاد، می‌دهیم هدیه‌ای
که تا خاکستر نشدنِ این هیمه زنده بمانی
آلتئا آن هیمهٔ نیمسوز را که فرشتگان سرنوشت در اجاق انداخته بودند از اجاق بیرون آورد، آن را خاموش کرد و در صندوقی نهاد و آن را پنهان کرد. برادران آلتئا نیز در خیل شکارچیانی بودند که به شکار گراز وحشی رفته بودند. آن‌ها وقتی دیدند جایزه به یک دختر تعلق گرفت سخت خشمگین شدند و این عمل را نوعی توهین به خویشتن تلقی کرده و گفتند پوست گراز را نباید به آتالانتا بدهند. ملئاگروس آن‌ها را غافلگیر کرد و هر دو را کشت.
این خبر به گوش آلتئا رسید و آن زن خشمگین شد. به سوی صندوق رفت و آن نیمسوز را از آن بیرون آورد و به درون آتش اجاق انداخت. به مجردی که آن کُنده نیمسوز شعله‌ور شد، ملئاگروس به حال مرگ بر زمین افتاد و چون هیمه کاملاً سوخت و خاکستر شد روح ملئاگروس نیز از بدنش بیرون شد.
آتالانته خواستگاران بسیاری داشت. اما برای ازدواج شرطی قرار داده بود که هر کس موفق شود در مسابقه دو از وی پیش افتد، به عنوان همسر می‌پذیرد وگرنه به هلاکت می‌رسد. هیپومنس سیب‌های طلایی هسپریدس را که از آفرودیته گرفته بود به سوی آتالانته رها می‌کرد و چون آتالانته به گرفتن آن‌ها مشغول شد، از او جلو افتاد و مسابقه را برد. هیپومنس با فراموش کردن سپاسگزاری به درگاه آفرودیته موجب خشم وی شد و آفرودیته هر دو را به شیر تبدیل کرد، که براساس افسانه‌ها نمی‌توانند با جفت خود بیامیزند. البته پیش از آنکه آتالانتا به شیر بدل شود پسری به دنیا آورد که نام او را پارتنوپائوس گذاشت و این پسر از جمله هفت تنی بود که بر ضد تبس جنگیدند.

## منبع‌شناسی
داستان این زن را نویسندگان متأخر، اووید و آپولودوروس، به تفصیل نوشته‌اند، ولی این داستان بسیار کهن است و سابقه‌ای بس طولانی دارد. در اشعاری که آن را به هزیود نسبت داده‌اند، اما احتمالاً پس از وی سروده شده است، یعنی در اوایل قرن هفتم پیش از میلاد، از مسابقه دو و سیبهای طلایی سخن به میان آمده است. در ایلیاد نیز به دستهٔ شکارچیان کالیدونی اشاراتی شده است.